# 全学哲
全 学哲（チョン・ハクチョル、朝鮮語: 전학철）は、朝鮮民主主義人民共和国の政治家。石炭工業相、朝鮮労働党中央委員会委員。得将地区炭鉱連合企業所支配人などを歴任した。

## 経歴
出生地や生年月日は不明。2009年3月9日に実施された最高人民会議第12期代議員選挙で代議員に選出され、2019年1月には得将地区炭鉱連合企業所支配人に在職していることが確認できる。同年3月10日に実施された最高人民会議第14期代議員選挙で代議員に再選され、12月28日に開催された朝鮮労働党中央委員会第7期第5回総会で党中央委員会委員候補に補選され、石炭工業相に任命された。翌年の4月11日に開催された朝鮮労働党中央委員会政治局会議で党中央委員会委員に補選された。

## 参考サイト
- 북한정보포털

| 先代文明学 | 石炭工業相2019年 - | 次代現職 |